# عسروبة معرقة
عُسْرُوبَة مُعَرَّقَة (الاسم العلمي: Notodonta ziczac)، نوع من العثث تتبع جنس العسروبة وفصيلة العسروبيات. توجد في أوروبا وشمال إفريقيا وآسيا الوسطى.